# 氧化鋅
氧化鋅是锌的氧化物，难溶於水，可溶于酸和强鹼。它是白色固体，故又稱鋅白。它能通过燃燒鋅或焙烧闪锌矿（硫化锌）取得。在自然中，氧化鋅是礦物紅鋅礦的主要成分。人造氧化鋅有兩種製造方法：由純鋅氧化或烘燒鋅礦石而成。氧化锌作为添加剂在多种材料和产品有应用，包括塑料、陶瓷、玻璃、水泥、润滑剂、油漆、软膏、粘合剂、填隙材料、颜料、食品（
补锌剂）、电池、铁氧体材料、阻燃材料和医用急救绷带等。
氧化锌是一种宽带隙半导体材料，室温下带隙约3.3eV，激子束缚能高达60meV，有望取代GaN成为做紫外光LD和LED的材料。在光电子领域有重要应用。

## 化学性质
虽然氧化锌是白色粉末，但以红锌矿形式存在的氧化锌因矿石中存在的锰和其他杂质而呈黄色或红色。氧化锌晶体是热色性材料，在空气中加热会变黄色冷却后变回白色。这种颜色的变化是在高温环境下氧化锌失去一小部分氧形成非整比化合物Zn1+xO所造成的，当温度在800°C时，x等于0.00007。
氧化锌是两性氧化物，几乎不溶于水，但在酸溶液比如盐酸中会溶解：
ZnO + 2 HCl → ZnCl2 + H2O
碱也能把氧化锌固体分解成锌酸盐：
ZnO + 2 NaOH + H2O → Na2[Zn(OH)4]
氧化锌与油中的脂肪酸比如油酸、硬脂酸缓慢反应生成相应的羧酸盐。氧化锌和氯化锌的水溶液混合后形成水泥状的产物，这种水泥状的化合物被称为羟基氯化锌，这种水泥状材料可用于牙科材料。
氧化锌用磷酸处理后会形成水泥状的产物磷酸锌，磷锌矿（Zn3(PO4)2·4H2O.）是这个反应所生成产物的主要成分之一，相关材料也是牙科材料。
氧化锌相当稳定，只在大约1975 °C的温度下才发生分解生成锌蒸汽和氧气。将氧化锌与碳混合后加热后，碳能将氧化物还原为金属单质，金属锌比氧化锌更容易挥发：
ZnO + C → Zn + CO
氧化锌与铝粉或镁粉剧烈反应，氧化锌与氯化橡胶和亚麻子油的混合物受热后会引起火灾并有爆炸的危险。
氧化锌与硫化氢反应生成硫化锌。这个用氧化锌清除硫化氢的反应有商业用途（比如用于除臭剂）：
ZnO + H2S → ZnS + H2O
含有水和氧化锌的软膏暴露在紫外线的照射下，会生成过氧化氢。

## 物理性质

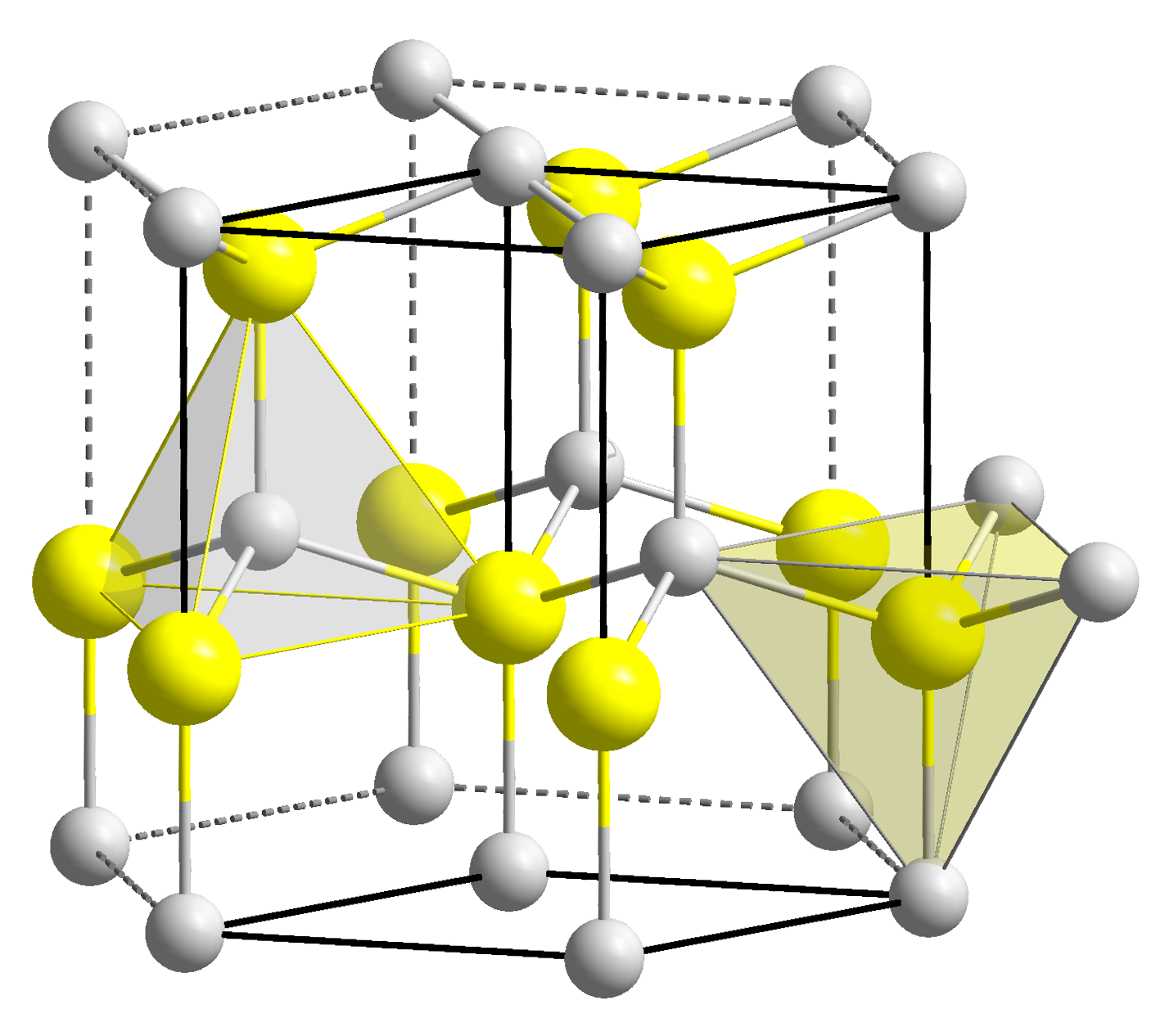
六方纤锌矿结构

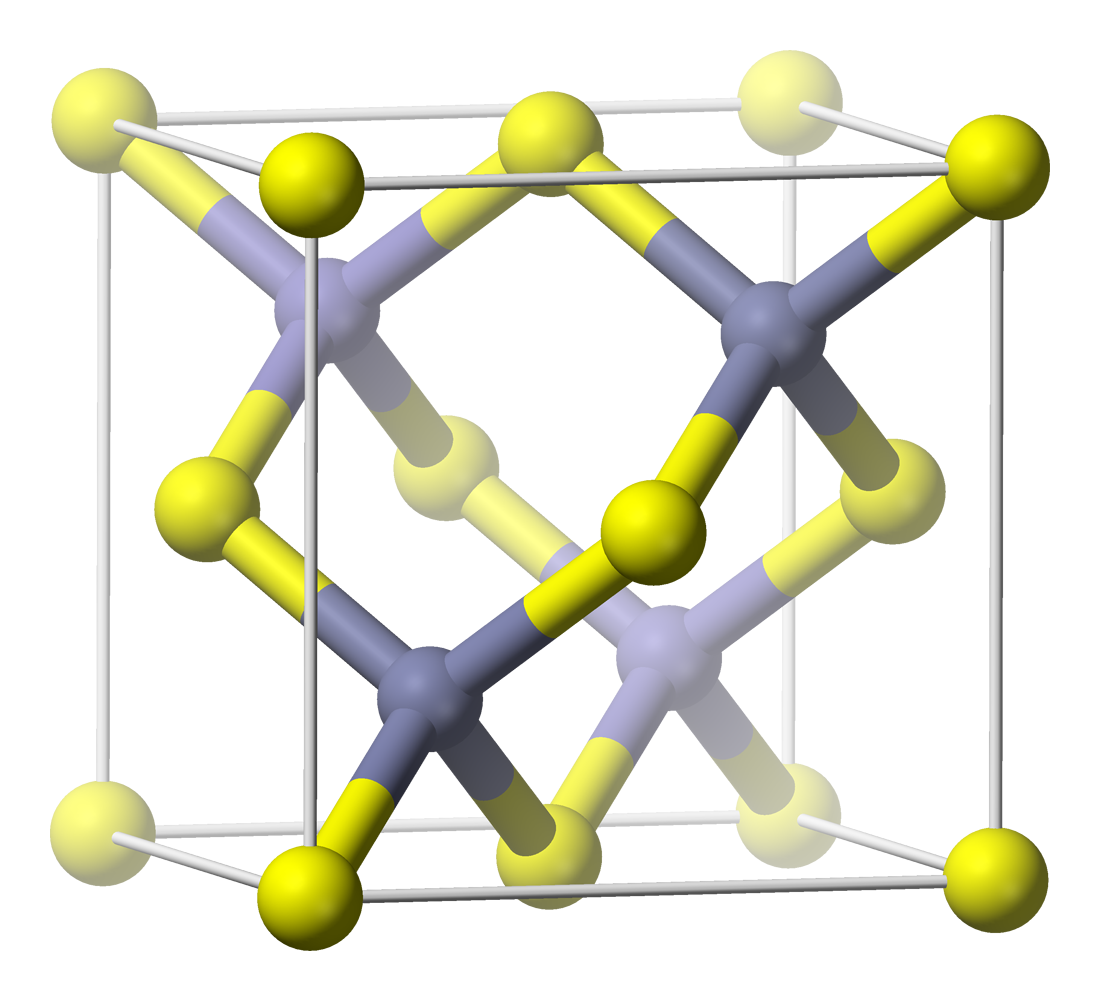
立方闪锌矿结构

### 晶体结构
氧化锌晶体主要有两种结构，六方纤锌矿和立方闪锌矿。纤锌矿结构最稳定因此最为常见，通过在立方晶格结构的基质上生长氧化锌的方法来获得立方闪锌矿结构的氧化锌。两种情况下，每个锌原子或氧原子都可以与相邻的原子组成以其为中心的四面体结构，这是二价锌化合物最典型的几何结构。
除了纤锌矿和闪锌矿的结构，氧化锌能在100亿帕的高压下形成氯化钠式的八面体结构。
六方的纤锌矿和立方的闪锌矿结构都有中心对称性但都没有轴对称性，晶体的对称性使得纤锌矿结构和闪锌矿结构都有压电效应，纤锌矿结构的氧化锌有焦热电效应（Pyroelectricity）。
纤锌矿结构的点群为6mm（赫尔曼–莫甘记号表示）或C6v（熊夫利记号表示），空间群是P63mc 。晶胞参数中，a等于3.25 Å，c等于5.2 Å，c/a比率约为1.60，接近1.633的理想六方晶胞比例。在大部分由第二和第六族元素组成的半导体材料中，锌与氧以离子键键合（Zn2+–O2–），相对应的锌离子和氧离子半径分别为0.074nm和0.140nm，这解释了氧化锌倾向于形成纤锌矿结构而非闪锌矿结构，也解释了氧化锌为何具有压电效应。

## 氧化锌的合成方法
每年会生产用于工业用途的氧化锌105吨，生产方法主要有三个途径。

### 间接法（法国）
纯的金属锌在石墨坩埚中熔化后，在高于907 °C（通常在1000 °C左右）的温度下蒸发形成锌的蒸汽，蒸汽在空气中被氧气氧化产生氧化锌，这个氧化过程会发出闪亮的光同时伴随着温度的降低，随后氧化锌颗粒通过一根冷却传送管被收集在一个集尘室里。这个合成方法是在1844年被法国人LeClaire普及推广开的，因此该法也被称作法国法。此法得到的产品一般是平均尺寸0.1至几个毫米的氧化锌颗粒。按重量计，世界上大部分的氧化锌是由这个方法制造的。

### 直接法（美国）
直接法以不纯的含锌化合物比如炉甘石或金属锌精炼后的副产物为原料的，原料先用碳（比如无烟煤）加热还原生成锌蒸汽，接着蒸汽用间接法氧化成氧化锌。因为原料的纯度较低，所以直接法得到的最终产物相比间接法的产品质量要低一些。

### 化学湿法
一小部分的工业产品是以纯的锌盐水溶液为原料通过化学反应产生碳酸锌或氢氧化锌沉淀。沉淀经过过滤、洗涤、干燥后在800°C左右的温度下焙烧得到产品。

### 实验室合成方法
有许多专门用于合成科研和某些特定用途的氧化锌的方法。可将这些方法根据所得氧化锌的形态（块状氧化锌、氧化锌薄膜、氧化锌纳米线）、合成温度（接近室温的低温或温度接近1000 °C的高温）、处理方法（气相沉积或溶液生长）或其他参数分为多种。
大体积的单晶（体积达几个立方厘米）通常是用气相转移法（气相沉积法）、水热合成法或熔融生长法制备。但是因为氧化锌的蒸汽压很高，所以熔融生长法不适用于培养氧化锌单晶。气相转移法生长氧化锌单晶较难控制，这使得在制备氧化锌的单晶时倾向于使用水热法。氧化锌薄膜的制备方法包括化学气相沉积法、有机金属化学气相沉积法、电化学沉积法（Electrophoretic deposition）、脉冲激光沉积法、溅射、溶胶凝胶法、原子层沉积法、喷雾热解法等。
实验室中通常是用锌棒作为阳极电解碳酸氢钠水溶液的方法来合成氧化锌白色粉末的。这个方法会生成氢氧化锌和氢气。氢氧化锌加热分解成氧化锌。
Zn + 2 H2O → Zn(OH)2 + H2
Zn(OH)2 → ZnO + H2O

## 應用
氧化锌粉末的用途很多。大部分的用途是利用了氧化锌的反应活性制备其他各种锌的化合物。在材料方面，由于氧化锌具有高折射率、优良的导热性、抗菌和抗紫外的性质，使得它经常添加入各种材料和产品中，包括塑料、陶瓷、玻璃、水泥、橡胶、润滑剂、油漆、软膏、粘合剂、填隙材料、颜料、食品、电池、铁氧体材料和阻燃材料等。

### 橡胶生产
大约50%的氧化锌用于橡胶工业上，氧化锌和硬脂酸连用配合可用于橡胶的硫化。氧化锌添加剂也能保护橡胶免受真菌和紫外线的破坏。

### 水泥工业
水泥制造中广泛使用氧化锌，添加氧化锌可以缩短处理时间、改善混凝土的防水性質。

### 醫學上應用
氧化锌和0.5%氧化铁的混合物称为炉甘石，用于配制炉甘石洗剂。另有两种矿物红锌矿和异极矿（hemimorphite）曾经也被称为炉甘石。氧化锌与含丁香油酚的丁香油配成的氧化锌丁香酚（zinc oxide eugenol）可用于镶牙和牙齿修复。
细的氧化锌颗粒有除臭和抗菌作用，所以被添加到棉织物、橡胶、食品包装上。细的氧化锌颗粒比块状的材料抗菌作用更强，这是因为氧化锌不是像银那样本身具有抗菌性，而是因为细的颗粒有更大的表面积。
多种用于治疗各种皮肤病的日用品和药物中都添加了氧化锌，比如用于对付尿布皮疹的婴儿爽身粉和护臀膏、炉甘石乳霜、有抗头皮屑作用的洗发精、抗菌软膏等。它也是一种胶布（称为氧化锌胶布）的主要成分，这种胶布被运动员作为绷带使用能起到避免软组织损伤的效果。
氧化锌能加入到乳膏、乳霜和洗液中用于保护皮肤免受紫外线引起的晒伤及其他伤害（参见防晒油）。氧化锌能最广泛地反射紫外光A（UVA）和紫外光B（UVB），已被美国食品药品监督管理局批准用于防晒油中，而且对光稳定。作为防晒油的成分之一，氧化锌留在皮肤表面不会被皮肤吸收，起到阻挡UVA (320–400 nm)和UVB (280–320 nm)的作用。因为它和二氧化钛一样是起到物理防晒剂的作用而不会被皮肤吸收，所以也不会对皮肤有刺激性、不会引起过敏和痤疮。但是因为防晒剂所用的氧化锌呈白色糊状，粒径超过纳米尺寸会散射光线，皮肤涂抹后不够美观，
现在许多防晒剂使用的是氧化锌纳米颗粒配合二氧化钛的纳米颗粒，因为这些细小的颗粒不会散射光线，所以不会使皮肤显得过分白皙。但现在还不确定纳米尺寸的氧化锌是否会被皮肤吸收。2010年公布的一项研究显示氧化锌的纳米颗粒通过防晒油涂抹在人体的皮肤后被在血液和尿液中查出。但来自2011年的一篇医学研究综述表示未在已发表的文献中找到这些氧化锌纳米粒子会被人体系统性的吸收的证据。

### 香烟滤嘴
氧化锌是香烟过滤嘴的组成部分之一用以清除烟草烟雾中的某些特定成分。滤嘴由填充了氧化锌和氧化铁的活性碳构成，在起到清除烟雾中的HCN和H2S作用的同时不影响烟草的味道。

### 食品添加剂
锌是人体必需的营养元素，许多食品包括早餐谷物食品通过加入氧化锌（breakfast cereals来作为锌的来源（有时也用硫酸锌来达到同样的目的）。一些预包装食物即使不打算将锌作为所含的营养素，其中也会有微量氧化锌。

### 颜料
作为油漆中的颜料，它比二氧化钛的不透明性差，但比立德粉的不透明度好，氧化锌也可用于纸张涂料。中国白（Chinese white）是特级的锌白，可作为艺术创作所使用的颜料，也是矿物彩妆的主要成分。

### 涂料
含有氧化锌的油漆早已被用于金属的防腐蚀涂料，对镀锌铁（白铁皮）特别有效。使用有机涂料很难保护铁质材料这是因为铁与有机涂层的反应使得涂层变脆附着力不足，氧化锌涂料则能保持韧性附着在铁材料表面较长时间。

## 外部連結
- 無機顏料－氧化鋅(zincoxide)白顏料
- 止痛劑與止癢劑 Analgesics & Antipruritics－行政院衛生署[永久]
- 氧化锌的国家标准 （页面存档备份，存于）